# Sebastian Rajewski
Sebastian Rajewski (ur. 21 maja 1992 w Płocku) – polski kick-bokser oraz zawodnik mieszanych sztuk walki (MMA). Były pretendent do międzynarodowego mistrzostwa KSW w wadze lekkiej.  Aktualnie związany z Babilon MMA. 

## Kariera MMA

### Wczesna kariera
Zawodnik od najmłodszych lat trenował kickboxing, co pozwoliło mu odnieść wiele sukcesów juniorskich. 
W roku 2014 zadebiutował w formule MMA, pokonując Damiana Matwiejczuka na gali PLMMA 29. Walka zakończyła się w ostatnich sekundach pierwszej rundy poprzez ciosy w parterze. 
W kolejnych latach odnosił zarówno zwycięstwa jak i porażki. W latach 2019–2020 odniósł 3 zwycięstwa z rzędu dla federacji Armia Fight Night oraz Babilon MMA.  

### KSW
Wcześniejsze zwycięstwa pozwoliły mu zdobyć kontrakt z największą europejską federacją Konfrontacją Sztuk Walki w 2020 roku. Debiut dla nowego pracodawcy odnotował 29 sierpnia tego samego roku na gali KSW 54, gdzie zwyciężył jednogłośną decyzją sędziów z reprezentantem Armenii, Armenem Stepanjanem. Kilka dni po tamtej gali federacja KSW nagrodziła Rajewskiego bonusem finansowym za występ wieczoru. 
Oczekiwano, że 14 listopada 2020 podczas KSW 56 dojdzie do jego rewanżu z Michałem Sobiechem. W późniejszym czasie ogłoszono, że jego dawny pogromca musiał wycofać się z pojedynku, z powodu kontuzji ręki. Jego nowym rywalem został Chorwat, Filip Pejić. Rajewski został znokautowany po zaledwie 11 sekundach walki. 
W 2021 roku odniósł 2 zwycięstwa z rzędu, pokonując Savo Lazicia oraz Artura Sowińskiego. 
15 stycznia 2022 na gali KSW 66: Ziółkowski vs. Mańkowski w Szczecinie zmierzył się z byłym zawodnikiem UFC, Niklasem Bäckströmem. Zwyciężył jednogłośną decyzją sędziów (30-27, 30-27, 30-27). 
Wznosząca passa pozwoliła mu odbyć walkę o mistrzowski pas KSW w kategorii lekkiej, jednak po wyrównanym boju sędziowie wskazali zwycięstwo aktualnego mistrza Mariana Ziółkowskiego podczas gali KSW 71.
12 listopada 2022 w walce wieczoru gali KSW 76, która odbyła się w Grodzisku Mazowieckim zastąpił kontuzjowanego Mariana Ziółkowskiego i zawalczył o tymczasowy pas wagi lekkiej z mistrzem wagi piórkowej – Salahdinem Parnasse. W czwartej rundzie Francuz zapiął skuteczną technikę kończącą i poddał Rajewskiego. 
Ponad rok później, podczas XTB KSW 89: Bartosiński vs. Parnasse, które miało miejsce 16 grudnia 2023 w Arenie Gliwce zmierzył się z innym reprezentantem Francji, Wilsonem Varelą. Na początku pierwszej rundy Francuz znokautował Rajewskiego frontalnym kopnięciem na korpus. 
Oczekiwano, że 6 kwietnia 2024 na gali XTB KSW 93: Parnasse vs. Mircea w Paryżu stoczy walkę z podwójnym mistrzem francuskiej organizacji Hexagone MMA, Aymardem Guihmem. Ostatecznie Rajewski z powodów zdrowotnych wypadł z tego starcia. 

### Powrót do Babilon MMA
18 września 2024 organizacja Babilon MMA zapowiedziała, że Sebastian Rajewski zastąpi swojego brata, Łukasza Rajewskiego w pojedynku z byłym mistrzem tej organizacji wagi lekkiej, Mateuszem Makarowskim. Do starcia zawodników doszło 28 września 2024 na wydarzeniu Babilon MMA 47 w Kopalni Soli „Wieliczka”. W pierwszej rundzie Rajewski został znokautowany przez rywala ciosami w parterze.
14 marca 2025 podczas gali Babilon MMA 51: Kołecki vs. Mysiala w Ciechanowie zmierzył się z Ukraińcem, Oleksandrem Moisą. Ponownie przegrał przez techniczny nokaut, tym razem przez poddanie narożnika po drugiej rundzie.

## Osiągnięcia

### Kung-fu
- 2003: II Otwarty Puchar Płocka w Kung fu; walki semi contact wiek do lat 10; – 1. msc.[29]

### Kick-boxing
- 2008: Mistrzostwa Świata Juniorów w Neapolu; formuła K-1; kat. wag. 54 kg – 3. msc. (Neapol)[30]
- 2009: Mistrzostwa Polski w kickboxingu juniorów; formuła low kick; kat. wag. -57 kg – 3. msc. (Skarżysko-Kamienna)[31]
- 2011: Mistrzostwa Polski w kickboxingu juniorów; formuła low kick; kat. wag. -63,5 kg – 3. msc. (Skarżysko-Kamienna)[32][33]

### Sanda/Wushu
- 2013: Międzynarodowe Mistrzostwa Polski w Wushu; wiek 19-35 lat; kat. wag. -80 kg – 1. msc.[34]
- 2014: XX Mistrzostwa Polski w Sandzie; wiek 19-35 lat; kat. wag. -70 kg – 1. msc.[35]

## Lista zawodowych walk w MMA
| Wynik     | Bilans | Przeciwnik (bilans przed walką) | Rozstrzygnięcie                                               | Runda | Czas | Rozgrywki                            | Data       | Miejsce             | Uwagi                                                                           |
| --------- | ------ | ------------------------------- | ------------------------------------------------------------- | ----- | ---- | ------------------------------------ | ---------- | ------------------- | ------------------------------------------------------------------------------- |
| Przegrana | 12-11  | Ołeksandr Moisa (2-1)           | TKO (poddanie narożnika - niezdolność do kontynuowania walki) | 2     | 5:00 | Babilon MMA 51: Kołecki vs. Mysiala  | 14.03.2025 | Ciechanów           |                                                                                 |
| Przegrana | 12-10  | Mateusz Makarowski (11-7-1)     | TKO (ciosy pięściami w parterze)                              | 1     | 2:20 | Babilon MMA 47: Dudek vs. Hunanyan   | 28.09.2024 | Wieliczka           | Co-Main Event.                                                                  |
| Przegrana | 12-9   | Wilson Varela (10-5)            | KO (kopnięcie frontalne na korpus)                            | 1     | 0:16 | XTB KSW 89: Bartosiński vs. Parnasse | 16.12.2023 | Gliwice             |                                                                                 |
| Przegrana | 12-8   | Salahdine Parnasse (16-1)       | Poddanie (duszenie zza pleców)                                | 4     | 2:21 | KSW 76: Parnasse vs. Rajewski        | 12.11.2022 | Grodzisk Mazowiecki | Walka o tymczasowy pas międzynarodowego mistrza KSW w wadze lekkiej. Main Event |
| Przegrana | 12-7   | Marian Ziółkowski (24-8-1. 1NC) | Decyzja (jednogłośna)                                         | 5     | 5:00 | KSW 71: Ziółkowski vs. Rajewski      | 18.06.2022 | Toruń               | Walka o pas międzynarodowego mistrza KSW w wadze lekkiej. Main Event            |
| Wygrana   | 12-6   | Niklas Bäckström (11-3)         | Decyzja (jednogłośna)                                         | 3     | 5:00 | KSW 66: Ziółkowski vs. Mańkowski     | 15.01.2022 | Szczecin            |                                                                                 |
| Wygrana   | 11-6   | Artur Sowiński (21-12. 2NC)     | Decyzja (niejednogłośna)                                      | 3     | 5:00 | KSW 62: Kołecki vs. Szostak          | 17.07.2021 | Warszawa            | Bonus za walkę wieczoru.                                                        |
| Wygrana   | 10-6   | Savo Lazić (10-5)               | Decyzja (jednogłośna)                                         | 3     | 5:00 | KSW 59: Fight Code                   | 20.03.2021 | Łódź                |                                                                                 |
| Przegrana | 9-6    | Filip Pejić (14-4-2)            | KO (cios prawy sierpowy)                                      | 1     | 0:11 | KSW 56: Polska vs. Chorwacja         | 14.11.2020 | Łódź                | Limit umowny -68,5 kg.                                                          |
| Wygrana   | 9-5    | Armen Stepanjan (6-3)           | Decyzja (jednogłośna)                                         | 3     | 5:00 | KSW 54: Gamrot vs. Ziółkowski        | 29.08.2020 | Warszawa            | Bonus za występ wieczoru.                                                       |
| Wygrana   | 8-5    | Mariusz Mazur (5-1)             | KO (wysokie kopnięcie)                                        | 2     | 3:20 | Babilon MMA 13: Live in Studio       | 29.05.2020 | Warszawa            | Limit umowny -71 kg.                                                            |
| Wygrana   | 7-5    | Maciej Kierzkowski (2-2)        | KO (wysokie kopnięcie)                                        | 1     | 2:11 | Armia Fight Night 7                  | 05.10.2019 | Lublin              |                                                                                 |
| Wygrana   | 6-5    | Artur Pawlik (2-3)              | Decyzja (jednogłośna)                                         | 3     | 5:00 | Armia Fight Night 6                  | 14.06.2019 | Radom               |                                                                                 |
| Wygrana   | 5-5    | Jakub Wieczorek (4-2)           | KO (wysokie kopnięcie)                                        | 1     | 2:56 | FFC 5 - Jarocin                      | 20.04.2019 | Jarocin             |                                                                                 |
| Przegrana | 4-5    | Kacper Formela (8-2)            | Decyzja (jednogłośna)                                         | 3     | 5:00 | RWC 1: Nowe Rozdanie                 | 21.12.2018 | Kościerzyna         |                                                                                 |
| Przegrana | 4-4    | Michał Sobiech (0-0)            | TKO (ciosy pięściami)                                         | 1     | 4:02 | Silesian MMA Challenge 1             | 16.06.2018 | Mysłowice           |                                                                                 |
| Wygrana   | 4-3    | Krzysztof Dobrzyński (4-2)      | Decyzja (jednogłośna)                                         | 3     | 5:00 | Soul FC 5: The New Beginning         | 03.03.2018 | Opole               | Powrót do wagi lekkiej.                                                         |
| Przegrana | 3-3    | Evgeny Perepechin (2-4)         | Poddanie (skrętówka na kolano)                                | 3     | 1:32 | Eagles Fighting Championship 5       | 20.05.2017 | Kiszyniów           | Walka w wadze piórkowej.                                                        |
| Przegrana | 3-2    | Nikodem Szymański (2-1)         | Decyzja (niejednogłośna)                                      | 3     | 5:00 | Poznań Fight Night                   | 18.02.2017 | Poznań              |                                                                                 |
| Wygrana   | 3-1    | Kamil Lamprycht (2-1)           | Decyzja (niejednogłośna)                                      | 2     | 5:00 | Gala Sportów Walki 12                | 12.11.2016 | Gostyń              |                                                                                 |
| Wygrana   | 2-1    | Jakub Mroczkowski (0-0)         | Decyzja (niejednogłośna)                                      | 2     | 5:00 | Gala Sportów Walki 11                | 30.04.2016 | Śrem                |                                                                                 |
| Przegrana | 1-1    | Roman Szymański (1-2)           | TKO (ciosy pięściami)                                         | 2     | 4:26 | Night of Champions 6                 | 19.04.2014 | Poznań              |                                                                                 |
| Wygrana   | 1-0    | Damian Matwiejczuk (1-2)        | TKO (ciosy pięściami)                                         | 1     | 4:44 | PLMMA 29: Extra - Legionowo          | 15.03.2014 | Legionowo           | Debiut w wadze lekkiej.                                                         |

## Życie prywatne
Wraz z braćmi (Łukaszem, Robertem Jr., Mateuszem) oraz ojcem Robertem reprezentują płocki klub „Rajewski Team".